# Тетрагидроксоферрат(II) натрия
Тетрагидроксоферрат(II) натрия — неорганическое соединение,
комплексный гидроксид натрия и железа
с формулой Na2[Fe(OH)4],
серо-зелёные кристаллы,
растворяется в воде.

## Получение
- Растворение гидроксида железа(II) в кипящем концентрированном растворе гидроксида натрия (более 50%) в инертной атмосфере азота:

{\displaystyle {\mathsf {2NaOH+Fe(OH)_{2}\ {\xrightarrow {120^{o}C}}\ Na_{2}[Fe(OH)_{4}]}}}

## Физические свойства
Тетрагидроксоферрат(II) натрия образует серо-зелёные кристаллы, очень чувствительные к влаге и кислороду воздуха.
Растворяется в воде.